# さいたま市立宮原中学校
さいたま市立宮原中学校（さいたましりつ みやはらちゅうがっこう）は、埼玉県さいたま市北区宮原町にある公立中学校。

## シンボル
校歌は宮沢章二作詞、大中恩作曲。

## 沿革
- 1947年（昭和22年） - 4月1日大宮市立第五中学校設置認可。5月3日開校式、本校は宮原小、分校は大砂土東小を借りる[1]。
- 1949年（昭和24年） - 大宮市立宮原中学校へ改称（分校が大砂土中として独立開校することに伴う）
- 1950年（昭和25年） - 校舎落成。
- 1951年（昭和26年） - 校庭植樹。
- 1957年（昭和32年） - 校庭南部敷地1,000坪を返地。
- 1961年（昭和36年） - 女子生徒の標準服制定。
- 1962年（昭和37年） - 校歌制定。開校15周年記念式典。2階建4教室の校舎増築。
- 1964年（昭和39年） - 技術科教室落成。
- 1966年（昭和41年） - 体育館新築。
- 1967年（昭和42年） - 調節式鉄棒・砂場新設。花壇砂利止めの為のブロック工事。
- 1968年（昭和43年） - 技術科教室移転。
- 1969年（昭和44年） - 家庭科教室新築。
- 1970年（昭和45年） - 開校20周年記念式典。
- 1973年（昭和48年） - 鉄筋4階9教室増築。
- 1974年（昭和49年） - 体育館用物置、便所新設。開校25周年記念式典。
- 1977年（昭和52年） - 鉄筋11教室の北校舎（第二期）竣工。
- 1979年（昭和54年） - プール完成。
- 1980年（昭和55年） - 鉄筋4階13教室の北校舎増改築（第三期）竣工。
- 1981年（昭和56年） - 鉄筋4階4教室 管理室の南校舎（第四期）竣工。創立30周年記念歌碑建立。
- 1982年（昭和57年） - 玄関前造園完成。
- 1985年（昭和60年） - 鉄筋2階4教室・配膳室の新校舎竣工。
- 1989年（平成元年） - 新体育館完成。創立40周年・体育館落成記念式典。
- 1992年（平成4年） - コンピュータ室完成。
- 1993年（平成5年） - 武道場完成。
- 1994年（平成6年） - 中庭浸水アスファルト完成。
- 1996年（平成8年） - 同校出身の宇宙飛行士若田光一の宇宙飛行記念モニュメント建立。
- 1998年（平成10年） - 創立50周年記念式典。
- 1999年（平成11年） - 25年前のタイムカプセルの開扉式。
- 2001年（平成13年） - 浦和市、与野市との合併に伴いさいたま市立宮原中学校に改称。
- 2004年（平成16年） - 自校給食棟完成。
- 2007年（平成19年） - 市教委「心の教育モデル地域事業」委嘱。
- 2008年（平成20年） - 創立60周年記念式典挙行。
- 2009年（平成21年） - 5月26日、同校会議室にて当校生徒11名が代表となり、国際宇宙ステーション滞在者の若田光一宇宙飛行士とARISSスクールコンタクトと称される無線交信を行った[2]。会場では約60名の生徒のほか、その保護者も来場した。
- 2018年（平成30年） - 創立70周年記念式典挙行。

## 著名な卒業生
- 若田光一（宇宙飛行士[2][3]）
- 篠崎洋子（元女子バレーボール選手、1964年東京オリンピックバレーボール女子金メダリスト[4]）

## 交通アクセス
JR東日本高崎線宮原駅東口から徒歩約20分。ニューシャトル（埼玉新都市交通伊奈線)吉野原駅から徒歩約15分。東武バスウエスト「大51系統上尾駅東口行き」・「大53系統吉野町車庫行き」・「宮06系統工業団地循環」・「宮01系統原市団地循環」・「大51・大53系統大宮駅東口行き」で「宮原4丁目」停留所(バス停)下車約徒歩5分。